# Stereonephthya nosybearia
Stereonephthya nosybearia is een zachte koraalsoort uit de familie Alcyoniidae. De koraalsoort komt uit het geslacht Stereonephthya. Stereonephthya nosybearia werd in 1973 voor het eerst wetenschappelijk beschreven door Verseveldt. 